# Finland i olympiska vinterspelen 2018
Finland deltog i de olympiska vinterspelen 2018 i Pyeongchang, Sydkorea, med en trupp på 105 atleter (63 män, 42 kvinnor) fördelat på 11 sporter.
Vid invigningsceremonin bars Finlands flagga av backhopparen Janne Ahonen.

## Medaljörer
| Medalj | Namn | Sport           | Gren                | Datum            |
| ------ | --- | --------------- | ------------------- | ---------------- |
| Guld   | Iivo Niskanen | Längdskidåkning | Herrarnas 50 km     | 24 februari 2018 |
| Silver | Krista Pärmäkoski | Längdskidåkning | Damernas 30 km      | 25 februari 2018 |
| Brons  | Finlands damlandslag i ishockey Eveliina Suonpää Isa Rahunen Rosa Lindstedt Jenni Hiirikoski Mira Jalosuo Ella Viitasuo Venla Hovi Linda Välimäki Annina Rajahuhta Riikka Välilä Minnamari Tuominen Meeri Räisänen Petra Nieminen Emma Nuutinen Sanni Hakala Noora Tulus Sara Säkkinen Saila Saari Michelle Karvinen Noora Räty Tanja Niskanen Susanna Tapani Ronja Savolainen | Ishockey        | Damernas turnering  | 21 februari 2018 |
| Brons  | Krista Pärmäkoski | Längdskidåkning | Damernas skiathlon  | 10 februari 2018 |
| Brons  | Krista Pärmäkoski | Längdskidåkning | Damernas 10 km      | 15 februari 2018 |
| Brons  | Enni Rukajärvi | Snowboard       | Damernas slopestyle | 12 februari 2018 |